# Comté de Douglas (Kansas)
Pour les articles homonymes, voir Comté de Douglas.
Le comté de Douglas, en anglais : Douglas County, est l’un des 105 comtés de l’État du Kansas, aux États-Unis. Il a été fondé le 25 août 1855. Son siège, et plus grande ville, est Lawrence. Selon le recensement de 2010, la population du comté est de 110 826 habitants. Il a été nommé en l'honneur de Stephen A. Douglas, sénateur de l'Illinois.

## Géographie
Le comté a une superficie de 1 229 km2, dont 1 183 km2 en surfaces terrestres.

### Géolocalisation
| Comté de Shawnee | Comté de Jefferson | Comté de Leavenworth |
|                  | Comté de Douglas   | Comté de Johnson     |
| Comté d'Osage    | Comté de Franklin  | Comté de Miami       |

## Politique
Avec le comté de Wyandotte, le comté de Douglas est l'un des deux bastions démocrates de l'État du Kansas, favorable dans l'ensemble au Parti républicain. Cela s'explique notamment par la présence de l'université du Kansas à Lawrence.